# Hohen Neuendorf
Hohen Neuendorf is een gemeente in de Duitse deelstaat Brandenburg, gelegen in de Landkreis Oberhavel. De stad telt 26.380 inwoners.

## Geografie
Hohen Neuendorf heeft een oppervlakte van 48,09 km² en ligt in het oosten van Duitsland.
Birkenwerder ·
Fürstenberg/Havel ·
Glienicke/Nordbahn ·
Gransee ·
Großwoltersdorf ·
Hennigsdorf ·
Hohen Neuendorf ·
Kremmen ·
Leegebruch ·
Liebenwalde ·
Löwenberger Land ·
Mühlenbecker Land ·
Oberkrämer ·
Oranienburg ·
Schönermark ·
Sonnenberg ·
Stechlin ·
Velten ·
Zehdenick